# Creek Bank
| Recensione | Giudizio |
| ---------- | -------- |
| AllMusic   | [ 1 ]    |

Creek Bank è il quarto album discografico del pianista jazz statunitense Mose Allison (l'album è a nome Mose Allison Trio), pubblicato dalla casa discografica Prestige Records nel 1959.

## Tracce
Lato A
1. The Seventh Son – 2:36 (Willie Dixon)
2. If I Didn't Care – 4:25 (Jack Lawrence)
3. Cabin in the Sky – 4:04 (Vernon Duke)
4. If You Live – 2:31 (Willie Mabon)
5. Yardbird Suite – 3:21 (Charlie Parker)

Lato B
1. Creek Bank – 4:34 (Mose Allison)
2. Moon and Cypress – 4:00 (Mose Allison)
3. Mule – 3:51 (Mose Allison)
4. Dinner on the Ground – 3:14 (Mose Allison)
5. Prelude to a Kiss – 4:12 (Duke Ellington)

- Il brano: Moon and Cypress, sul vinile è riportato come Moon and Cyprus

## Musicisti
- Mose Allison - pianoforte
- Mose Allison - voce (brani: The Seventh Son e If You Live)
- Addison Farmer - contrabbasso
- Ronnie Free - batteria

Note aggiuntive
- Bob Weinstock - produttore[4]
- Registrato il 15 agosto 1958 al Rudy Van Gelder Studio di Hackensack, New Jersey (Stati Uniti)[5]
- Rudy Van Gelder - ingegnere delle registrazioni
- Ira Gitler - note retrocopertina album[6]